# Хоуп, Кортни
Кортни Хоуп (англ. Courtney Hope, род. 15 августа 1989, Даллас, Техас, США) — американская актриса, известная ролями Бет Уайлдер в компьютерной игре Quantum Break и Джесси Фейден в игре  Control.

## Биография
Кортни Хоуп родилась в 1989 году в городе Плейно, штат Техас. В детстве она танцевала в танцевальной труппе, занималась актёрским мастерством, моделированием и гимнастикой. В тринадцать лет она покинула государственную школу и поступила в школу исполнительских искусств с намерением отправиться в Лос-Анджелес, чтобы продолжить актёрскую карьеру. В пятнадцать лет она окончила школу исполнительских искусств и поступила в колледж в возрасте шестнадцати лет. Кортни получила степень юриста в восемнадцать лет, специализируясь на психологии.
Ранняя карьера Хоуп состояла из коммерческих выступлений и небольших ролей в таких, как «Новая Жанна д’Арк», «C.S.I.: Место преступления Майами» и «Анатомия страсти». Также она снялась в пилоте сериала FOX «Рождённые в США», а затем снялась в сериалах «Морская полиция: Спецотдел», «Морская полиция: Лос-Анджелес» и «Мыслить как преступник». Одним из её первых фильмов, в котором она снялась был фильм ужасов «Добыча», затем последовали «Перемещение» и «Зной».
В 2016 года она стала актрисой захвата движения для игры Quantum Break, где исполнила роль Бет Уайлдер, помощницы главного героя. В 2018 году стало известно, что её внешность и голос будут использованы главной героиней Джесси Фейден в компьютерной игре Control.

## Фильмография
| Год  |     | Русское название                                            | Оригинальное название                                       | Роль                              |
| ---- | --- | ----------------------------------------------------------- | ----------------------------------------------------------- | --------------------------------- |
| 2000 | с   | Крутой Уокер: Правосудие по-техасски                        | Walker, Texas Ranger                                        | Пациент Молли                     |
| 2005 | с   | Новая Жанна Д`Арк                                           | Joan of Arcadia                                             | Челси                             |
| 2005 | с   | Миссис Харрис                                               | Mrs. Harris                                                 | Студентка Мадейра                 |
| 2005 | с   | Связанные                                                   | Commencement                                                | Энн                               |
| 2005 | ф   | Гамлет Догга, Макбет в сговоре                              | Dogg's Hamlet, Cahoot's Macbeth                             | Театральный покровитель           |
| 2007 | ф   | Рождённые в США                                             | Born in the USA                                             | Эми Бренсон                       |
| 2007 | с   | Из головы Джимми                                            | Out of Jimmy's Head                                         | Злая девушка-подросток            |
| 2007 | с   | Анатомия страсти                                            | Grey's Anatomy                                              | Ариана                            |
| 2007 | ф   | Крутой форсаж                                               | Mad Bad                                                     | Обедающий подросток №2            |
| 2009 | кор | —                                                           | The Nature Between Us                                       | Лето                              |
| 2008 | с   | C.S.I.: Место преступления Майами                           | CSI: Miami                                                  | Кэти Мейерс                       |
| 2009 | кор | —                                                           | Salt                                                        | Дэн Гарднер                       |
| 2010 | ф   | По понятиям                                                 | Tic                                                         | Алекс                             |
| 2010 | ф   | Добыча                                                      | Prowl                                                       | Эмбер                             |
| 2011 | с   | Мыслить как преступник                                      | Criminal Minds                                              | Лэйси Кэмпбелл                    |
| 2012 | с   | Морская полиция: Лос-Анджелес                               | NCIS: Los Angeles                                           | Мэри Кларк                        |
| 2012 | ф   | Убийцы                                                      | Revan                                                       | Генезис                           |
| 2013 | кор | —                                                           | Someone Picked the Wrong Girl                               | Глок-девушка                      |
| 2014 | ф   | Зной                                                        | Swelte                                                      | Хэлли                             |
| 2014 | с   | —                                                           | Motivate Me                                                 | Клара                             |
| 2015 | с   | Морская полиция: Спецотдел                                  | NCIS: Naval Criminal Investigative Service                  | Офицер второго класса Джуди Слоун |
| 2015 | с   | Кости                                                       | Bones                                                       | Элизабет Коллинз                  |
| 2016 | ф   | Дивергент, глава 3: За стеной                               | Allegiant                                                   | Пробный бесфакционный диссидент   |
| 2016 | с   | Квантовый разлом                                            | Quantum Break                                               | Бет Уайлдер                       |
| 2016 | ки  | Quantum Break                                               | Quantum Break                                               | Бет Уайлдер                       |
| 2016 | ф   | Перемещение                                                 | Displacement                                                | Кэсси Синклер                     |
| 2016 | с   | Очевидное                                                   | Transparent                                                 | Уна                               |
| 2016 | ки  | Star Wars: The Old Republic - Knights of the Eternal Throne | Star Wars: The Old Republic - Knights of the Eternal Throne | Вайлин/Владыка ситхов             |
| 2016 | кор | —                                                           | U.N.I.F.A.                                                  | Алекс Стрикленд                   |
| 2018 | ф   | —                                                           | A Friend's Obsession                                        | Брук                              |
| 2018 | с   | Дерзкие и красивые                                          | The Bold and the Beautiful                                  | Салли Спектра                     |
| 2018 | кор | —                                                           | Gimme Shelter                                               | Джет                              |
| 2019 | ки  | —                                                           | Control                                                     | Джесси Фейден                     |
| —    | ки  | —                                                           | Control 2                                                   | Джесси Фейден                     |